# Pangumbahan
Pangumbahan is een bestuurslaag in het regentschap Sukabumi van de provincie West-Java, Indonesië. Pangumbahan telt 4079 inwoners (volkstelling 2010).